# 米克尔·斯托弗森
米克尔·斯托弗森（丹麥語：Mikkel Stoffersen，1996年2月16日—），丹麥男子羽毛球運動員。

## 簡歷
2016年11月，米克尔·斯托弗森出戰克羅地亞羽毛球國際賽，分別與菲利普·希路普和桑妮·劳塔拉合作打進男子雙打和混合雙打比賽準決賽。

## 主要比賽成績
只列出曾進入準決賽的國際賽事成績：
| 年份   | 賽事                 | 公開賽級別 | 項目     | 拍檔              | 成績   |
| ------ | -------------------- | ---------- | -------- | ----------------- | ------ |
| 2016年 | 芬蘭羽毛球國際賽     | 國際系列賽 | 男子雙打 | 菲利普·希路普     | 準決賽 |
| 2016年 | 芬蘭羽毛球國際賽     | 國際系列賽 | 混合雙打 | 桑妮·劳塔拉       | 準決賽 |
| 2017年 | 保加利亞羽毛球公開賽 | 國際系列賽 | 混合雙打 | 苏珊·埃克伦德     | 準決賽 |
| 2017年 | 波蘭羽毛球國際賽     | 國際系列賽 | 混合雙打 | 苏珊·埃克伦德     | 準決賽 |
| 2017年 | 土耳其羽毛球國際賽   | 國際系列賽 | 男子雙打 | 马蒂亚斯·蒂里     | 亞軍   |
| 2018年 | 冰島羽毛球國際賽     | 國際系列賽 | 男子雙打 | 尼克拉斯·馬蒂亞森 | 亞軍   |
| 2018年 | 波蘭羽毛球國際賽     | 國際系列賽 | 男子雙打 | 尼克拉斯·馬蒂亞森 | 準決賽 |
| 2018年 | 威爾斯羽毛球國際賽   | 國際系列賽 | 男子雙打 | 安德烈亚斯·桑德高 | 亞軍   |
| 2018年 | 威爾斯羽毛球國際賽   | 國際系列賽 | 混合雙打 | 苏珊·埃克伦德     | 準決賽 |
| 2019年 | 荷蘭羽毛球國際賽     | 國際系列賽 | 男子雙打 | 尼克拉斯·馬蒂亞森 | 準決賽 |
| 2019年 | 挪威羽毛球國際賽     | 國際系列賽 | 混合雙打 | 苏珊·埃克伦德     | 準決賽 |
| 2019年 | 土耳其羽毛球公開賽   | 國際系列賽 | 男子雙打 | 麥斯·維斯特加德   | 冠軍   |
| 2019年 | 土耳其羽毛球公開賽   | 國際系列賽 | 混合雙打 | 蘇珊·埃克倫德     | 冠軍   |

| 2007-2017年 | 首要超級賽 | 超級賽 | 黃金大獎賽 | 大獎賽 | 國際挑戰賽 | 國際系列賽 | 未來系列賽 | 其他 |

| 2018-2026年 | 總決賽 | 超級1000賽 | 超級750賽 | 超級500賽 | 超級300賽 | 超級100賽 | 國際挑戰賽 | 國際系列賽 | 未來系列賽 | 其他 |